# Pancorius goulufengensis
Pancorius goulufengensis là một loài nhện trong họ Salticidae.
Loài này thuộc chi Pancorius. Pancorius goulufengensis được Peng et al miêu tả năm 1998..